# مدرسة تشينغداو آميراسيا الدولية
مدرسة تشينغداو آميراسيا الدولية هي مدرسة دولية خاصة تقع في تشينغداو، الصين.

## الروابط الخارجية
1. ↑  Qingdao Amerasia International School - Homepage نسخة محفوظة 27 يوليو 2017 على موقع واي باك مشين.

- QAIS Official Website
- American Montessori Society